# Litochoro
Litochoro (Grieks: Λιτόχωρο; Oudgrieks en Katharevousa: Λιτόχωρον, Litochoron) is een gemeente in de Griekse regio Centraal-Macedonië met 7011 inwoners.